# Symeon Metaphrastes
Symeon Metaphrastes (auch: Simon Logothetes oder Symeon Logothetes; mittelgriechisch Συμεὼν ὁ Μεταφραστής, Συμεὼν ὁ Λογοθέτης) († vor 1025) ist ein byzantinischer Autor und Verfasser einer immens populären liturgischen Sammlung von 148 griech. Heiligenleben in der zweiten Hälfte des 10. Jahrhunderts.

## Leben
Symeon Metaphrastes ist der bekannteste aller byzantinischen Hagiographen. Seine Datierung war lange umstritten, das Spektrum der Hypothesen reichte vom 9. Jahrhundert bis ins 14. Jahrhundert. Heute wird jedoch die Datierung ins 10./11. Jahrhundert allgemein anerkannt. Über sein Leben ist wenig Genaues bekannt. Er war Laie und wirkte in gehobener Funktion unter Kaiser Basileios II., fiel jedoch aus unbekannten Gründen in Ungnade. Gegen Ende seines Lebens wurde er vielleicht Mönch. Er starb, ohne sein hagiographisches Werk vollenden zu können und dessen Erfolg zu erleben.
Eine (in mehreren Bearbeitungen) überlieferte Weltchronik, die Logothetenchronik, wird ihm bisweilen zugeschrieben; doch ist dies sehr umstritten.
Das Hauptwerk des Symeon Metaphrastes, ein hagiographisches Menologium, ist eine Sammlung spiritueller Biographien christlicher Heiliger in zehn Bänden, die erst postum abgeschlossen und publiziert wurde. Meistens handelt es sich um von Symeon sprachlich überarbeitete ältere Texte, in Einzelfällen um übernommene Originale; nur wenige Viten hat er selbst verfasst. Die älteste griechische Handschrift datiert von 1042. Ab 1081 ist eine fast vollständige georgische Übersetzung belegt.
Weitere Arbeiten, deren Echtheit ungesichert ist, sind kanonische Werke, Gedichte und Briefe, die jedoch geringere Bedeutung besitzen.
Die orthodoxe Kirche ehrt ihn als Heiligen, dessen Festtag der 9. November ist. Bekannt ist Symeon Metaphrastes vielen orthodoxen Christen auch dadurch, weil ein Teil der Gebete zur Vorbereitung vor der Kommunion und Danksagung nach der Kommunion ihm zugeschrieben wird.